# Сан Мартино (Вербано-Кузио-Осола)
Сан Мартино је насеље у Италији у округу Вербано-Кузио-Осола, региону Пијемонт.
Према процени из 2011. у насељу је живело 168 становника. Насеље се налази на надморској висини од 434 м.